# Lipocrea fusiformis
Lipocrea fusiformis är en spindelart som först beskrevs av Tord Tamerlan Teodor Thorell 1877.  Lipocrea fusiformis ingår i släktet Lipocrea och familjen hjulspindlar. Inga underarter finns listade i Catalogue of Life.